# Mary Webb
Mary Gladys Webb (25 de marzo de 1881 – 8 de octubre de 1927) fue una novelista y poeta inglesa. Su obra está ambientada en la región inglesa de Shropshire y recrea en ella con precisión etnográfica los usos, tradiciones y costumbres de la zona. 

## Biografía
Mary Gladys Meredith (nombre de soltera) nació en 1881 en el pueblo de Leighton, Shropshire. Su padre, George Edward Meredith, era maestro de escuela e inspiró a su hija el gusto por la literatura y su región natal. Su madre, Sarah Alice, descendía de una familia relacionada con Sir Walter Scott. 
Mary Webb aprendió las primeras letras con su padre y más adelante estudió en una escuela para niñas en Southport. Webb se hizo vegetariana cuando era niña y detestaba la matanza de animales. Sus padres trasladaron a la familia nuevamente a Shropshire, al norte de Stanton upon Hine Heath en 1896, antes de establecerse en 1902 en Meole Brace, ahora en las afueras de Shrewsbury.
A la edad de 20 años, desarrolló síntomas de la enfermedad de Graves, un trastorno de la tiroides que tenía como síntoma los ojos saltones y bocio. Tuvo mala salud durante toda su vida y esta enfermedad la llevó a ser empática con el sufrimiento, cosa que aparece reflejada en su novela más conocida, Precious Bane. 
El primer texto que publicó fue un poema de cinco versos, escrito al escuchar las noticias del accidente ferroviario de Shrewsbury en octubre de 1907. A su hermano, Kenneth Meredith, le gustó tanto el poema y lo consideró tan reconfortante para los afectados que, sin que ella lo supiera, lo llevó a las oficinas del periódico Shrewsbury Chronicle, que lo publicó sin firma. Después se imprimió el poema de forma anónima. 
El 12 de junio de 1912, se casó con Henry Bertram Law Webb (1885-1939), maestro de profesión, en la iglesia parroquial de la Santísima Trinidad de Meole Brace. Al principio, su marido apoyó sus intereses literarios. Más adelante, la publicación de The Golden Arrow en 1917 les permitió mudarse a Lyth Hill, Bayston Hill, donde compraron un terreno y construyeron Spring Cottage. La novela recibió buenas críticas, pero no le reportó la fama que esperaba. 

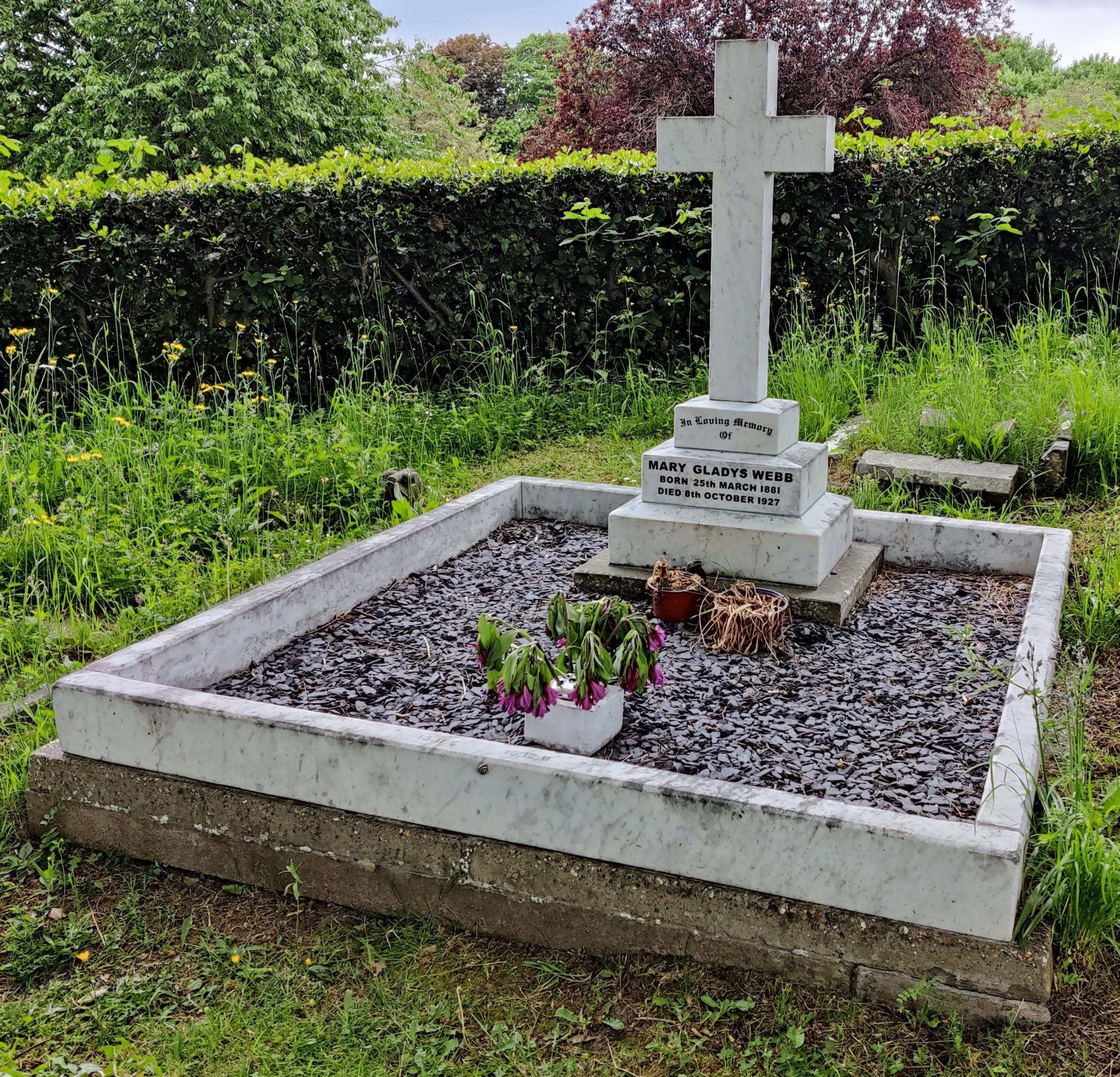
Tumba de Mary Webb en el cementerio de Longden Road, Shrewsbury.

En 1921 compraron una segunda propiedad en Londres con la esperanza de lograr un mayor reconocimiento literario. Sin embargo, esto no sucedió, aunque ganó el Prix Femina Vie Heureuse por Precious Bane en 1926. En 1927, con una salud cada vez más precaria y el matrimonio en crisis, regresó a Spring Cottage. Murió ese mismo año en St Leonards-on-Sea a los 46 años. La enterraron en Shrewsbury, en el cementerio de Longden Road.
Un año después de su muerte, el primer ministro británico de la época, Stanley Baldwin, prologó la novela Precious Bane y dio a conocer al mundo una obra y una  autora que habían recibido poco reconocimiento en vida.

## Obra
- The Golden Arrow (julio de 1916). Londres, Constable.
- Gone to Earth (septiembre de 1917). Londres, Constable. Traducido al español por Fernando Gutiérrez y Diego Navarro, Editorial Montaner y Simón, 1948, con el título Ha vuelto a la tierra. Traducido al español por Carmen Francí, Editorial Trotalibros, 2025, con el título Bajo tierra.
- The Spring of Joy; a little book of healing (octubre, 1917). Londres, J. M. Dent.
- The House in Dormer Forest (julio, 1920). Londres, Hutchinson.  Traducción al español de Aída Aisenson, Editorial Emece, Buenos Aires, 1949, con el título La casa del bosque de Dormer.
- Seven for a Secret (octubre, 1922). Londres, Hutchinson. Traducido al español por J. Hays Bell, Brandsen y Gaboto, Editorial Sudamericana, 1944, con el título Siete para un secreto.
- Precious Bane (julio de 1924). Londres, Jonathan Cape. Traducido al español por Ricardo García Herrero, Editorial Libros de Seda, 2024, con el título de Perdición. Traducido por Pedro Ibarzábal, Editorial Sudamericana, 1944, con el título de Ponzoña mortal. Traducido por Ramon Setanti (Maurici Serrahima), José Janés, 1950, con el título La dorada ponzoña. Traducido por Carmen Francí en 2023, Editorial Trotalibros, con el título de Precioso veneno.
- Poems and the Spring of Joy (Essays and Poems) (1928). Londres, Jonathan Cape.
- Armour Wherein He Trusted: A Novel and Some Stories (1929). Londres, Jonathan Cape.
- A Mary Webb Anthology editado por Henry B.L. Webb (1939). Londres, Jonathan Cape.
- Fifty-One Poems (1946). Londres, Jonathan Cape. Con grabados de Joan Hassall
- The Essential Mary Webb editado por Martin Armstrong (1949). Londres, Jonathan Cape.
- Mary Webb: Collected Prose and Poems editado por Gladys Mary Coles (1977). Shrewsbury, Wildings.
- Selected Poems of Mary Webb editado por Gladys Mary Coles (1981). Wirral, Headland